# Salix floridana
Salix floridana — вид квіткових рослин із родини вербових (Salicaceae).

## Морфологічна характеристика
Гілки червоно-бурі, від запушені до голих; гілочки жовто-бурі чи червоно-бурі, розріджено оксамитові чи дещо запушені. Листки на ніжках 13–20 мм; найбільша листкова пластина вузько видовжена, довгаста, ланцетовидна чи вузькояйцевидна, 100–170 × 38–55 мм; краї зубчасті або шиповидно-пилчасті; верхівка гостра, загострена чи опукла; абаксіальна (низ) поверхня розріджено-волосиста; абаксіальна — дуже блискуча, рідко ворсинчаста чи волосиста чи майже гола (середня жилка залишається ворсинчастою), волоски білі та залозисті; молода пластинка від рідко запушеної до дуже густо ворсинчастої абаксіально, волоски білі. Сережки: тичинкові 29–72 × 12–15 мм; маточкові 50–81 × 17–27 мм. Коробочка 6–7 мм. 2n = 38.

## Середовище проживання
США (Алабама, Флорида, можливо вимер у Джорджії). Населяє болота, болотисті береги струмків у лісистій місцевості, вапнякові ділянки; тіньовитривалі; 10–40 метрів.